# Street punk
Il punk della strada, chiamato anche Oi!, è un sottogenere del punk rock. Esso rappresenta un'evoluzione musicale e sociale del punk britannico. Nasce nel Regno Unito verso la fine degli anni settanta e viene attribuito, oltre al movimento punk, anche a quello skinhead.

## Storia

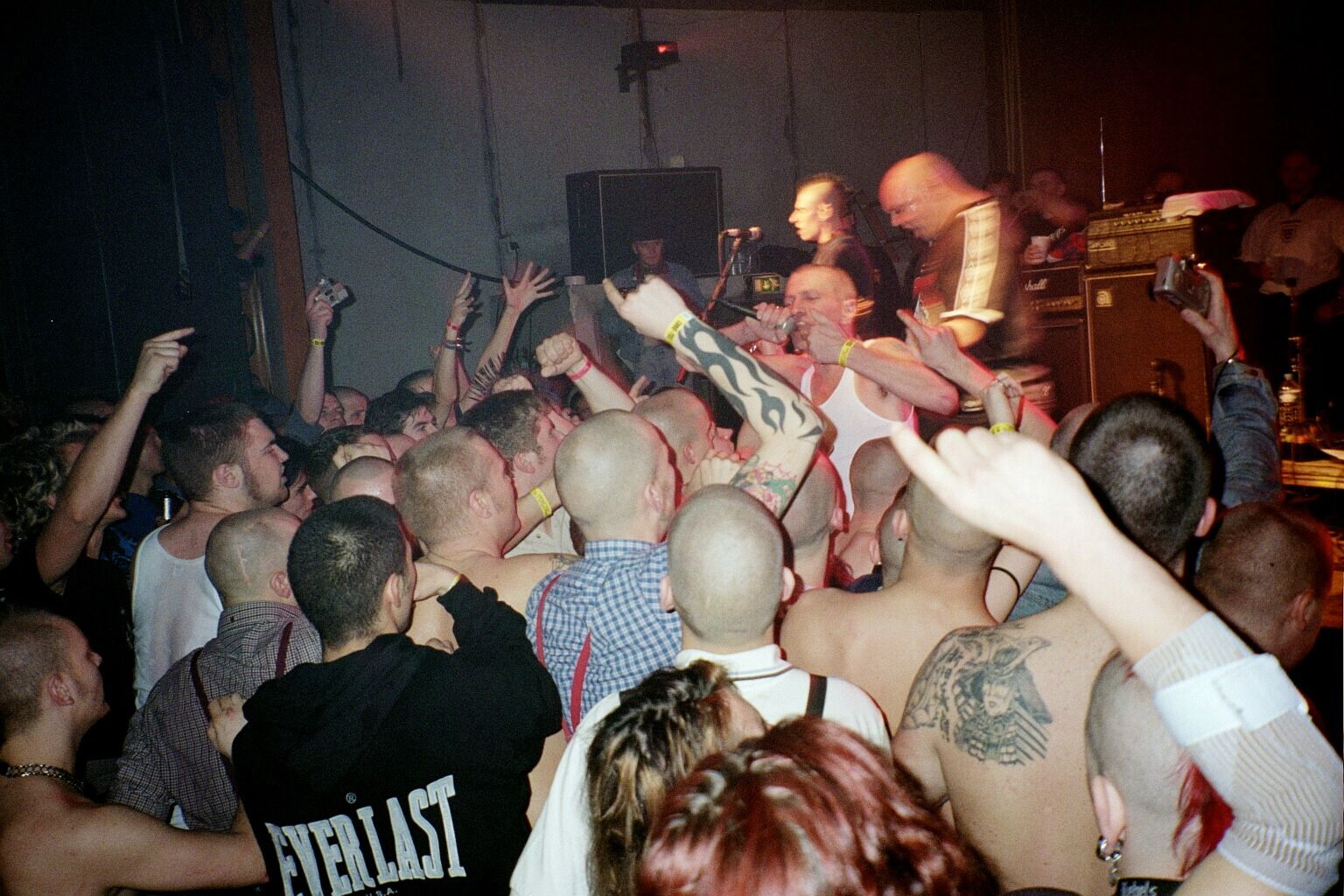
The Business in concerto

Il genere musicale street punk affonda le proprie radici nel punk britannico anni settanta: il periodo di massima visibilità del genere è compreso tra il 1978 ed il 1983. Il primo gruppo ad essere riconosciuto come Oi! fu quello degli Sham 69, con lo storico brano If the Kids Are United, vero e proprio inno per gli skinheads, che getterà le basi per quelle che saranno poi le caratteristiche della musica Oi! (nonostante nel brano, la parola "Oi!" non venga ancora menzionata).
Dopo la prima ondata di band punk inglesi come Cock Sparrer e Sham 69, tra la fine degli anni settanta e l'inizio degli anni ottanta band come Cockney Rejects, Angelic Upstarts, The Exploited e The 4-Skins cercarono di riallineare lo spirito del punk rock con quello della classe operaia. Lo stile venne originariamente chiamato real punk rock ("vero punk rock") o street punk. Pare che Gary Bushell, un giornalista della rivista Sound coniò il termine Oi! nel 1980. Altri sostengono che fu il batterista dei Cockney Rejects a coniare il termine.
Secondo quest'ultima versione, il nome derivava appunto dall'abitudine dei Cockney Rejects di urlare "Oi! Oi! Oi!" prima di ogni canzone, al posto del tradizionale "1,2,3,4!". I testi delle prime Oi! band cercavano di riflettere sullo stile di vita nell'Inghilterra di Margaret Thatcher. Una sottocategoria dell'Oi! chiamato punk pathetique, formato da Splodgenessabounds, Peter and the Test Tube Babies e Toy Dolls cercò di aggiungere una nota umoristica ai testi, a volte finendo addirittura nel nonsense.
Il movimento Oi! sosteneva che molti partecipanti al primo punk rock erano, come sostenuto dal chitarrista dei The Business Steve Kent, "Universitari alla moda che usano parole grosse cercando di essere artistici". Il credo dell'Oi! era che la musica dovesse essere accessibile e senza pretese.
Sebbene la buona parte delle band Oi! della prima ondata fossero apolitiche o di sinistra, molte di loro vennero attratte dal movimento degli skinhead neonazisti di Garry Bushell. Questi skinhead di ideologia razzista facevano irruzione ai concerti di band Oi! cantando slogan fascisti ed attaccando risse. Alcune band Oi! erano riluttanti a fare propri gli ideali fascisti prendendo più volte le distanze da questa degenerazione politica, tra queste gli Sham 69. Ciononostante, nell'immaginario collettivo il movimento venne associato con l'estrema destra, soprattutto a causa dell'influenza mediatica.
Il 3 luglio 1981, in un concerto a Southall con The Business, The 4-Skins, e The Last Resort, un gruppo di giovani asiatici entrò sparando, credendo fosse un raduno neonazista. Dopo la sparatoria di Southall e altri avvenimenti di questo genere, la stampa ed i media generalisti da allora in poi catalogheranno definitivamente il movimento Oi! come appartenente all'estrema destra, con la conseguenza che questo perse le proprie radici originarie.
A partire da questo periodo, iniziò un rapido declino della musica Oi!. Il genere ha comunque continuato ad attrarre consensi, pur su scala notevolmente ridotta rispetto al passato, ma pur sempre al di fuori della scena commerciale, al contrario di molte altre punk rock band.

### Origine del termine
"Oi" è un'interiezione in slang cockney (il dialetto dell'East End londinese) che significa letteralmente Hey! (o Hey you!). Pare che il primo ad usare questo termine e ad introdurlo come nome da attribuire al genere fu il batterista dei Cockney Rejects. Prima di essere ribattezzato Oi!, dal titolo del brano dei Cockney Rejects Oi, Oi, Oi, questo genere veniva identificato come street punk.

## Caratteristiche musicali
Da un punto di vista musicale, l'Oi! presenta alcune caratteristiche proprie rispetto al classico punk rock britannico. Le basi ritmiche spesso riprendono veri cori da stadio mentre, per il resto, almeno nella prima versione, il genere è riconosciuto come parte del punk rock britannico.
Due caratteristiche sono da sottolineare nell'Oi!: la prima è l'abitudine al cosiddetto coro da bettola, in cui si canta tutti assieme possibilmente pogando e bevendo alcol; la seconda è la connotazione volutamente retorica e diretta dei testi, legati spesso ai temi dell'oppressione, alla vita di strada, portatori di istanze che, a seconda dei casi, toccano la sensibilità politica di entrambe le fazioni.

## Temi
I testi, invece, da un lato si caratterizzano su un impegno socio-economico giovanile, in certi casi possono essere schierati politicamente da entrambe le parti, criticando gli schieramenti politicamente opposti, i governi o i politici, oppure, come accade nelle Oi! band apolitiche, spesso sfociano nel semplice richiamo al divertimento, alla fratellanza con i rude boy, alle origini, allo stesso Oi! o allo ska, all'alcool, all'amore per il calcio (fra gli hooligans ci sono alcuni skins) o alla violenza.
La violenza è un tema molto ricorrente nei brani dei vari gruppi Oi!, spesso manifestata anche dai molti skinhead al seguito delle band. A questo riguardo, sono emblematiche le parole di Gary Hodges, cantante nel gruppo dei The 4-Skins: "Non incitiamo alla violenza, cantiamo solo di quello che ci succede attorno".

## Controversie
In Gran Bretagna alcuni fan di Oi! sono stati coinvolti in organizzazioni nazionaliste bianche come il National Front (FN) e il British Movement (BM), portando alcuni critici a identificare la scena Oi!, in generale, come razzista.
Tuttavia, nessuna delle bande associate con l'originale scena Oi! ha promosso il razzismo nei suoi testi.
Al contrario, diverse band Oi! come Angelic Upstarts, The Burial e The Oppressed sono state associate con l'ala politica sinistra e anti-razzista.
Il movimento skinhead "White Power" (Potere bianco) aveva sviluppato un proprio genere musicale denominato Rock Against Communism, che aveva somiglianze musicali Oi!, ma non era collegato alla sua scena.
Timothy S. Brown identifica una connessione più profonda: "Oi! - scrive - ha svolto un importante ruolo simbolico nella politicizzazione della sottocultura skinhead. Prevedendo, per la prima volta, un focus per l'identità musicale skinhead che era white (bianca) - cioè, che non aveva niente a che fare con la presenza in occidente di immigrati indiani e ben poco collegamento con le radici musicali nere - Oi! ha fornito una focalità musicale per nuove prospettive della identità skinhead [e] un punto di inizio per l'avvio di un nuovo filone di musica rock di destra."
L'associazione da parte dei mass-media tra Oi! e la politica di estrema destra ha avuto inizio a partire da un concerto di The Business, The 4-Skins, e The Last Resort tenutosi nel 4 luglio 1981 presso la Hambrough Tavern a Southall. In quell'occasione giovani asiatici locali lanciarono molotov e altri oggetti, credendo erroneamente che il concerto fosse un evento neo-nazista, anche a causa del fatto che alcuni spettatori avevano scritto slogan del "National Front" intorno alla zona. Anche se alcuni degli skinheads erano sostenitori di NF o BM, tra i circa 500 frequentatori del concerto c'erano anche skinheads di sinistra, skinheads neri, punk rockers, rockabillies e giovani non affiliati a gruppi. Cinque ore di scontri lasciarono 120 persone ferite - tra cui 60 agenti di polizia - e il locale incendiato.
In seguito, molte bande Oi! condannarono il razzismo e il fascismo.
Queste smentite, però, vennero accolte con scetticismo a causa della uscita della compilation musicale Strength Thru Oi! (lett.: Forza attraverso OI!), pubblicata nel maggio 1981. Non solo il suo titolo era un gioco di parole riferito allo slogan nazista Strength Through Joy (Lett.: Forza attraverso la gioia), ma nella copertina vi era la presenza di Nicky Crane, un attivista skinhead BM che stava scontando una condanna a quattro anni per violenza razzista.
Il critico Garry Bushell, responsabile della compilazione del disco, sostenne che il titolo era un gioco di parole tratto dall'album dei The Skids intitolato appunto "Strength Through Joy" e che era ignaro dei riferimenti nazisti del titolo. Egli negò anche di conoscere l'identità dello skinhead raffigurato sulla copertina del disco fino a quando il suo volto venne pubblicato due mesi dopo dal Daily Mail.
Bushell, che era allora socialista, fece notare l'ironia di essere bollato come un attivista di estrema destra da un giornale che «in passato aveva sostenuto il fascista britannico Oswald Mosley, l'invasione dell'Abissinia da parte di Mussolini e l'appeasement con Hitler fino allo scoppio della seconda guerra mondiale».
Una fonte ulteriore per l'associazione popolare tra Oi! e il credo razzista o di estrema destra fu la band Skrewdriver, un gruppo punk-wave scioltosi nel 1979. Il suo cantante Ian Stuart Donaldson fu reclutato dal National Front, che fino ad allora non era riuscito ad arruolare alcuna band Oi!, ricostituendo gli Skrewdriver come gruppo skinhead White Power. Anche se il gruppo condivideva attributi visivi e musicali con Oi!, afferma Bushell, «essa era totalmente distinta da noi. Non avevamo nulla in comune se non una reciproca antipatia.» Donaldson e Crane fondarono in seguito una rivista, Blood and Honour ("sangue e onore"), e un club skinhead "violento e di strada" con lo stesso nome che organizzava concerti per Skrewdriver e altri simili gruppi razzisti come i No Remorse.
A dimostrazione della attuale ambigua confusione tra Oi! e il movimento skinhead White Power da parte di alcuni giornalisti, l'Enciclopedia delle Organizzazioni politiche britanniche e irlandesi si riferisce a questi gruppi definendoli «rumore bianco e bande di razzisti Oi!».